# Malin Crépin
Anna Malin Fredrika Thomasdotter Crépin (Stockholm, 22 augustus 1978) is een Zweeds actrice die vooral bekend is van haar hoofdrol als journaliste Annika Bengtzon in de verfilmingen van de gelijknamige boekenreeks van Liza Marklund.
Ze werd in 2010 genomineerd voor de Guldbagge, de Zweedse variant van de Oscar, voor beste hoofdrolspeelster als Eva in de film I skuggan av värmen.

## Privé
Crépin is getrouwd en heeft twee kinderen.